# München-Langwied (przystanek kolejowy)
München-Langwied – przystanek kolejowy w Monachium, w kraju związkowym Bawaria, w Niemczech. Znajduje się tu 1 peron.